# Galina Zîbina
Galina Zîbina (în rusă Галина Зыбина; n. 22 ianuarie 1931, Leningrad, RSFS Rusă, URSS – d. 10 august 2024, Sankt Petersburg, Rusia) a fost o atletă sovietică, medaliată olimpică. A participat la 4 ediții ale Jocurilor Olimpice (1952, 1956, 1960, 1964) în care a câștigat o medalie de aur, o medalie de argint și o medalie de bronz în proba de aruncarea greutății. În anul 1954 a cucerit titlul european. La Europene a obținut și medalii în probele de aruncarea suliței și aruncarea discului.

## Palmares
| An   | Competiție                | Locație              | Loc | Eveniment | Note  |
| ---- | ------------------------- | -------------------- | --- | --------- | ----- |
| 1950 | Campionatul European      | Bruxelles, Belgia    | 4   | greutate  | 13,07 |
| 1950 | Campionatul European      | Bruxelles, Belgia    | 3   | suliță    | 42,75 |
| 1952 | Jocurile Olimpice         | Helsinki, Finlanda   | 1   | greutate  | 15,28 |
| 1952 | Jocurile Olimpice         | Helsinki, Finlanda   | 4   | suliță    | 48,35 |
| 1954 | Campionatul European      | Berna, Elveția       | 3   | disc      | 44,77 |
| 1954 | Campionatul European      | Berna, Elveția       | 1   | greutate  | 15,65 |
| 1956 | Jocurile Olimpice         | Melbourne, Australia | 2   | greutate  | 16,53 |
| 1960 | Jocurile Olimpice         | Roma, Italia         | 7   | greutate  | 15,56 |
| 1962 | Campionatul European      | Belgrad, Iugoslavia  | 3   | greutate  | 16,95 |
| 1964 | Jocurile Olimpice         | Tokio, Japonia       | 3   | greutate  | 17,45 |
| 1966 | Campionatul European      | Budapesta, Ungaria   | 4   | greutate  | 16,65 |
| 1967 | Jocurile Europene în sală | Praha, Cehoslovacia  | 4   | greutate  | 16,13 |